# Lysimelia nigripes
Lysimelia nigripes är en fjärilsart som beskrevs av George Francis Hampson 1895. Lysimelia nigripes ingår i släktet Lysimelia och familjen nattflyn. Inga underarter finns listade i Catalogue of Life.